# De er jo ikke engang danskere
De er jo ikke engang danskere er en dansk dokumentarfilm fra 1981, der er instrueret af Malene Ravn.

## Handling
Filmen griber fat om indvandrerbørns vilkår i det danske samfund. Serife kommer fra Jugoslavien, men kunne ligeså godt komme fra et af de andre lande, hvorfra indvandrerne kommer. Serife fortæller om den behandling, hun bliver udsat for af sine danske kammerater. Hun forstår ikke, hvorfor mennesker ikke kan acceptere hinanden, som de er.